# Luc-Adolphe Tiao
Luc-Adolphe Tiao (ur. 4 czerwca 1954 w Tenkodogo) – burkiński polityk i dyplomata, premier Burkina Faso od 18 kwietnia 2011 do 30 października 2014.

## Życiorys
Młodość
Luc-Adolphe Tiao w latach 1977-1980 studiował dziennikarstwo na Uniwersytecie w Dakarze w Senegalu. Następnie do 1982 roku prawo na Uniwersytecie w Wagadugu. W 1987 ukończył roku nauki o komunikacji na Uniwersytecie Montrealu w Kanadzie. W latach 1992–1993 kształcił się w Centrum Nauk Dyplomatycznych i Strategicznych w Paryżu, gdzie zdobył dyplom z dziedziny dyplomacji.
Po studiach rozpoczął pracę w zawodzie dziennikarskim. Od lutego 1984 do czerwca 1985 roku był dyrektorem jednego z tygodników w Dyrekcji Generalnej ds. Prasy, a od października 1987 do lipca 1990 roku pełnił funkcję redaktora naczelnego gazety "Sidwaya". Był jednym z założycieli Stowarzyszenia Dziennikarzy Burkina Faso oraz prezesem tej organizacji w latach 1988-1990.
Kariera państwowa
Od sierpnia 1990 do sierpnia 1992 roku zajmował stanowisko sekretarza generalnego w Ministerstwie Komunikacji i Kultury, po czym do sierpnia 1996 był attaché prasowym w ambasadzie Burkina Faso w Paryżu. Następnie do maja 2001 pracował jako radca w Departamencie Komunikacji w kancelarii premiera, a od 30 maja 2001 do 2 maja 2008 roku stał na czele Najwyższej Rady Komunikacji, by następnie do kwietnia 2011 roku pełnić funkcję ambasadora Burkina Faso we Francji.
18 kwietnia 2011 roku prezydent Blaise Compaoré mianował go nowym szefem rządu po tym, jak trzy dni wcześniej zdymisjonowany został gabinet Tertiusa Zongo. Przyczyną dymisji był wybuch buntu wojskowych protestujących przeciwko niewypłacaniu żołdu, a także demonstracje mieszkańców stolicy przeciwko rosnącym cenom żywności, przestępczości oraz brutalności służb bezpieczeństwa.
Rewolucja w 2014 roku
28 października 2014 roku wybuchła fala zamieszek i protestów na terenie całego kraju, głównie w stolicy − Wagadugu. Przyczyną wystąpień było rozpoczęcie przez rząd pracy nad nowelizacją prawa umożliwiającą ubieganie się prezydenta Blaise Compaoré o kolejne kadencje. 30 października miały miejsce najliczniejsze manifestacje. Tego samego dnia prezydent ogłosił wprowadzenie stanu wyjątkowego, zdymisjonował rząd Tiao i rozwiązał parlament. Wkrótce później poinformowano, że Compaoré wyjechał do Senegalu i zaapelował do obywateli o spokój. Działacz opozycyjny Emile Pargui Pare określił, że w Burkina Faso ma miejsce czarna wiosna (w nawiązaniu do Arabskiej Wiosny). Następnego dnia prezydent Compaoré ustąpił ze stanowiska, a władzę w kraju przejęło wojsko.
Luc-Adolphe Tiao jest żonaty, ma pięcioro dzieci.